# Olle Thorell
Lars Olof (Olle) Thorell, född 26 oktober 1967 i Stora Tuna församling i Borlänge, är en svensk politiker (socialdemokrat). Han är ordinarie riksdagsledamot sedan 2006, invald för Västmanlands läns valkrets.

## Biografi
Thorells har varit politiskt aktiv sedan 1995, inledningsvis i hemkommunen Surahammar i Västmanlands län. Han har tidigare arbetat som SFI- och högstadielärare.

### Utbildning
Thorell läste ekonomiprogrammet på gymnasiet. Han har gått kurser i bland annat statsvetenskap, ekonomisk historia, pedagogik och andraspråksinlärning på Mälardalens högskola och Uppsala universitet.

### Riksdagsledamot
Thorell är ordinarie riksdagsledamot sedan valet 2006. I riksdagen är han ledamot i utrikesutskottet sedan 2010. Han var vice ordförande i utrikesutskottet en kort period 2022 och ordförande i riksdagens delegation till den parlamentariska församlingen för Unionen för Medelhavet 2014–2018 (dessförinnan ledamot i delegationen 2014). Thorell var även ledamot i riksdagens delegation till Interparlamentariska unionen 2018–2020. Han har varit suppleant i bland annat civilutskottet, miljö- och jordbruksutskottet, utbildningsutskottet, utrikesutskottet och utrikesnämnden.

### Uppdrag i Socialdemokraterna
I oktober 2012 valdes Thorell till ordförande för Socialdemokraterna i Västmanland. Innan dess var han ordförande för Socialdemokraterna i Surahammar.